# رئوس مطالب بی‌دی‌اس‌ام
بی‌دی‌اس‌ام نوعی از شیوه‌های عشق و شهوت‌رانی است که شامل تسلط و تسلیم، ایفای نقش، محدودیت و سایر روابط بین افراد است. بی‌دی‌اس‌ام طیف وسیعی از شیوه‌ روابط را شامل می‌شود، که برخی از آن‌ها ممکن است توسط افرادی خود از نوع کنش خود خبر ندارند انجام شود. علاقه به بی‌دی‌اس‌ام می‌تواند از یکبار آزمایش آن تا سبک زندگی همیشگی متغیر باشد.

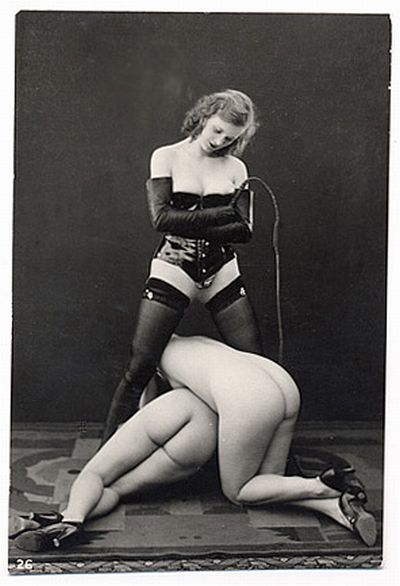
یک زن سلطه‌گر با دو زن مطیع برهنه - تصویر در پاریس، 1930در استودیو بیدرر گرفته شده است.

فهرست زیر مرور کلی و راهنمای موضوعی برای بی‌دی‌اس‌ام است:

## واژه شناسی
اصطلاح BDSM مجموعه‌ای از حروف اولیه است که شامل تمام فعالیت‌های زیر می‌شود:
- اسارت و انضباط ( B & D یا B/D )
- تسلط و تسلیم ( D & S یا D/s ) (شامل سناریوهای نقش آفرینی "ارباب و برده" و ساختارهای ارتباط مداوم)
- سادیسم و مازوخیسم ( S&M یا S/M )

## اسارت (بانداج)
بر اساس مواد
- اسارت ژاپنی
- اسارت با فلز
  - دست‌بند
- اسارت با طناب

بر حسب عضو بدن
- بانداج فردی
- اسارت سر
- گردن
  - گردنبند (بی‌دی‌اس‌ام)
  - سهام
- اسلحه
  - مچ دست - بند بند
  - بازو - بازو بند (بی‌دی‌اس‌ام)
  - محار دست‌ها و گردن
- اسارت سینه
- طناب پیچ فاق

## تسلط و تسلیم
- بازی سنی
- بازی ترس
- کون پرستش
- بدن پرستی
- چکمه پرستی
- تحقیر اروتیک
  - تحقیر کلامی
- هیپنوتیزم شهوانی
- جلوگیری از ارگاسم
- صورت‌نشینی
- زن سلطه‌گر
- سلطه‌پذیر مؤنث
- سلطه‌گر مذکر
- سلطه‌پذیر مذکر
- اوموراشی
- زنانه‌سازی
- ارباب / برده
- فتیش پزشکی
- فانتزی تجاوز
- بردگی
- پوزیشن های جنسی مطیع BDSM

## سادومازوخیسم
- تنقیه بازی
- درکونی جنسی
- اسپکولوم بازی
- شکنجه پستان
  - گیره نوک پستان
  - سوراخ کردن نوک پستان
- شکنجه آلت و بیضه
- شکنجه بیدمشک [۱] [۲]
- غلغلک زجرآور

## انواع بازی
- بازی مرزی
  - چاقو بازی
- بازی ترس
- اصلاح بدن
  - پیرسینگ بازی کنید
  - تعلیق
- نقش آفرینی جنسی
  - سن‌بازی
  - نقش‌آفرینی جانوری
  - زنانه‌سازی
  - فانتزی تجاوز
- بازی حسی
  - بازی دما
  - اختناق شهوانی
  - بازی ضربه ای
  - بازی درد
  - محرومیت حسی

## تجهیزات BDSM
- دهان‌بند (BDSM)
  - دهان‌بند
  - کمی گنگ
  - گگ قیف
  - جنینگز گنگ
  - پوزه بند
  - گگ OTM
  - پکر گگ
  - گودی آلت تناسلی
  - گگ چیزها
  - نوار چسب
  - سرسفید
- مهاربند
  - مهار آلت مردانه
  - دیلدو بنددار
  - مهار سر

## فتیشیسم جنسی و پارافیلیا
پارافیلیا
اختلال سادیسم جنسی
فتیش جنسی
- فتیشیسم سینه
- فتیشیسم پوشک
- فتیشیسم پا
- فتیشیسم خز
- فتیشیسم چرمی
- فتیشیسم لاتکس و پی وی سی
- فتیشیسم اسپندکس
- فتیشیسم جوراب ساق بلند

## اصطلاحات BDSM
بانداج
نظم (بی‌دی‌اس‌ام)
فهرست اصطلاحات بی‌دی‌اس‌ام
- نقش ها
  - پایین
  - بالا
  - غالب
  - مطیع
  - ارباب / برده
  - سلطه‌گر مذکر
  - دامیناتریکس
- بردگی جنسی (BDSM)
- فتیشیسم جنسی
- محدودیت سخت (بی‌دی‌اس‌ام)
- محدودیت (BDSM)
- مذاکره (BDSM)
- قرارداد (BDSM)
- بازی (BDSM)
- صحنه (BDSM)
- جلسه (BDSM)

## افراد مهم بی‌دی‌اس‌ام
- پیتر آکورت
- جف گورد
- لورا آنتونیو
- ماریا بیتی
- باربارا بهر
- ترزا برکلی
- گلوریا برام
- بوسه بوبن
- ریچارد فرانسیس برتون
- پاتریک کالیفیا
- ونسا دوریس
- دوسی ایستون
- باب فلانگان
- Maîtresse Françoise
- ماتیاس تی جی گریم
- جانت هاردی
- آلفرد کینزی
- ایروینگ کلاو
- ریچارد فریهر فون کرافت ابینگ
- جان نورمن
- بتی پیج
- پائولین ریاژ
- کاترین راب-گریلت
- گیل روبین
- لئوپولد فون ساخر مازوخ
- مارکیز دو ساد
- دیتا فون تیز
- جی وایزمن

## رسانه‌ها
- دفاع از مازوخیسم
- <i id="mwAXY">Belle de jour</i> (رمان)
- Belle de jour (فیلم)
- میلیاردها (مجموعه تلویزیونی)
- اشک تلخ پترا فون کانت
- پیوند (مجموعه تلویزیونی)
- ادعای زیبای خفته
- راهنمای تشخیصی و آماری اختلالهای روانی
- شلخته اخلاقی
- فتیش (فیلم)
- پنجاه سایه خاکستری
- تصویر (فیلم)
- <i id="mwAZo">تصویر</i> (رمان)
- جنسیت تخیلی
- مانو دسترا
- Maîtresse
- زمزمه های مهتاب
- <i id="mwAak">معلم پیانو</i> (رمان Jelinek)
- <i id="mwAaw">موعظه برای منحرفان</i> (فیلم)
- سایکوپاتی جنسی
- عاشقانه (فیلم 1999)
- منشی (فیلم 2002)
- اغواگری: زن بی رحم
- <i id="mwAbs">میگو</i> (فیلم)
- پوست دو
- کتک زدن عشق
- داستان O
- <i id="mwAcc">ارسال</i> (مجموعه تلویزیونی)
- انحطاط توکیو
- ونوس در خز
- زنی در شعله های آتش

## لیست ها
- واژه نامه BDSM
- هنرمندان BDSM
- نویسندگان BDSM
- تجهیزات BDSM
- BDSM در فرهنگ و رسانه
- ادبیات BDSM
- سازمان های BDSM
- عکاسان BDSM
- فهرست موقعیت های اسارت
- لیست دانشگاه های دارای باشگاه BDSM
- رده:BDSM

## همچنین ببینید
- رئوس مطالب میل جنسی در انسان
- روش‌های آمیزش جنسی